# Метод AM1
Метод AM1 (від англ. Austin Model 1) — напівемпіричний квантово-хімічний метод розрахунку, в основі якого лежить метод молекулярних орбіталей і який є вдосконаленням методу MNDO. У цьому методі враховуються всі валентні електрони молекулярної частинки. У багатьох випадках результати розрахунків за цим методом є на рівні простих методів ab initio та кращими, ніж отримані за методом MNDO.
Метод є корисним для розрахунку молекул, що вміщують елементи першого та другого періодів, але не перехідні метали. Дозволяє розрахувати електронні властивості, загальну енергію, теплоту утворення та оптимізовану геометрію молекул.